# Panther Kallista
La Panther Kallista è un'autovettura prodotta dalla casa automobilistica inglese Panther Car Company nel periodo in cui la proprietà era diventata della coreana SsangYong. Venne prodotta dal 1982 al 1990.

## Il contesto
La Panther Kallista, una roadster neoclassica, era l'evoluzione della Panther Lima. Il telaio era una struttura in tubi d'acciaio saldati ed aveva una configurazione particolarmente rigida. La costruzione della vettura era ancora divisa tra il telaio in acciaio pressato e la carrozzeria in alluminio (il modello precedente aveva la carrozzeria in fibra di vetro).
A differenza della Lima, che era basata sulla meccanica della Vauxhall, la Kallista ebbe in dotazione la meccanica dalla Ford, erano disponibili 3 motori: un 4 cilindri in linea di cubatura 1597cm³ ed un motore V6 con un albero a camme in testa di cubatura 2792 cm³ (o di cubatura 2933 cm³), poteva essere scelta con cambio manuale a 5 rapporti o automatico a 3.
L'abitacolo presentava una plancia impiallacciata in legno verniciato e rivestimenti in pelle Connolly. La dotazione di bordo comprendeva servosterzo, autoradio e l'aria condizionata. La vettura era ampiamente personalizzabile in termini di rivestimenti, colori e accessori.
Nel 1992 la SsangYong ne produsse una versione badge engineered chiamata SsangYong Kallista. Sono stati prodotti 73 esemplari marcati SsangYong.